# Reichsarbeitsdienst

Flaga Reichsarbeitsdienst, sekcji męskiej

Flaga Reichsarbeitsdienst, sekcji kobiecej

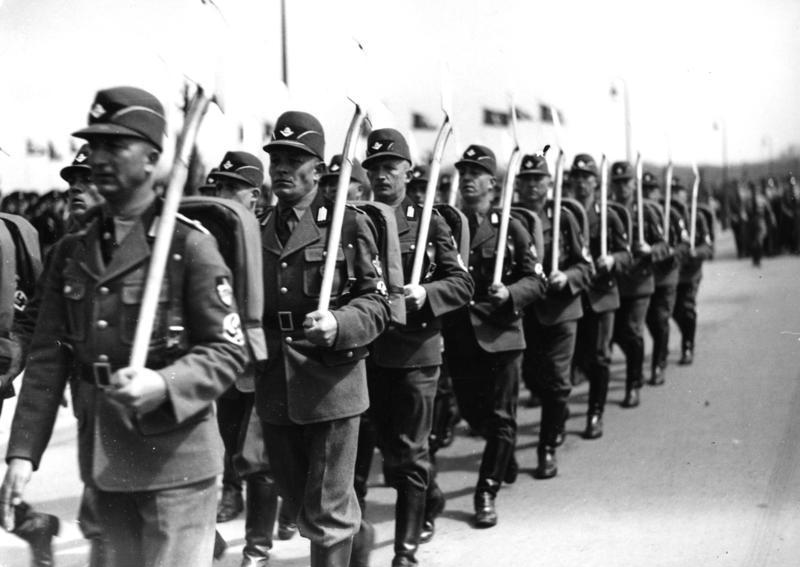
Oddział RAD podczas defilady

Reichsarbeitsdienst (RAD; niem. Służba Pracy Rzeszy) – masowa organizacja przystosowania obywatelskiego i wojskowego młodzieży w III Rzeszy, która w trakcie II wojny światowej wykonywała funkcje pomocnicze wobec Wehrmachtu.

## Historia
W 1933 po dojściu do władzy przez NSDAP, jej kierownictwo zainteresowało się działalnością Konstantina Hierla, który prowadził działalność wśród młodzieży na rzecz kształtowania postaw obywatelskich poprzez naukę i pracę. Konstantin Hierl na polecenie Adolfa Hitlera został mianowany sekretarzem ds. pracy (Staatssekretär) w Ministerstwie Pracy (Reichsarbeitsministerium). Stworzył on wtedy organizację o nazwie Reichsarbeitsdienst i został jej przywódcą przyjmując tytuł Reichsarbeitsführer.
Celem organizacji było kształtowanie postaw młodzieży wobec państwa poprzez pracę. Początkowo do organizacji wstępowali ochotnicy. 26 czerwca 1935 wprowadzono w III Rzeszy zarządzenie o obowiązku sześciomiesięcznej pracy na rzecz państwa, a obowiązek miał być wypełniony poprzez pracę w Reichsarbeitsdienst. Zarządzeniu temu podlegali mężczyźni w wieku od 18 do 25 lat, a od 4 września 1939 także kobiety.
Wprowadzenie obowiązku pracy spowodowało gwałtowny rozwój organizacji, której struktury w szybkim czasie powstały we wszystkich landach III Rzeszy, a organizacja przybrała charakter organizacji masowej. Zaczęto też wydawać oficjalny organ prasowy organizacji Der Arbeitsmann. Organizacja wykonywała pracę na rzecz państwa w różnych dziedzinach życia gospodarczego wyznaczanych przez Ministerstwo Pracy.
Po wybuchu II wojny światowej głównym zadaniem Reichsarbeitsdienst stało się wykonywanie prac na rzecz Wehrmachtu, wtedy też RAD zaczęto traktować jako formację pomocniczą Wehrmachtu. Wykonywała ona szereg pracy na rzecz Wehrmachtu, a zwłaszcza zajmowała się budową umocnień. Dziełem tej organizacji był m.in. system umocnień Wału Atlantyckiego i Linii Zygfryda. Oddziały RAD wykorzystywane w pracach na froncie wschodnim, gdzie niektóre oddziały wzięły udział w walkach z Armią Czerwoną.
W 1944 część oddziałów RAD zaczęto wykorzystywać do obsługi baterii przeciwlotniczych. Wtedy też zaczęto wcielać coraz młodszych mężczyzn w wieku od 15 lat i używano ich do budowy okopów i umocnień. Zaczęto ich również włączać do Volkssturmu.

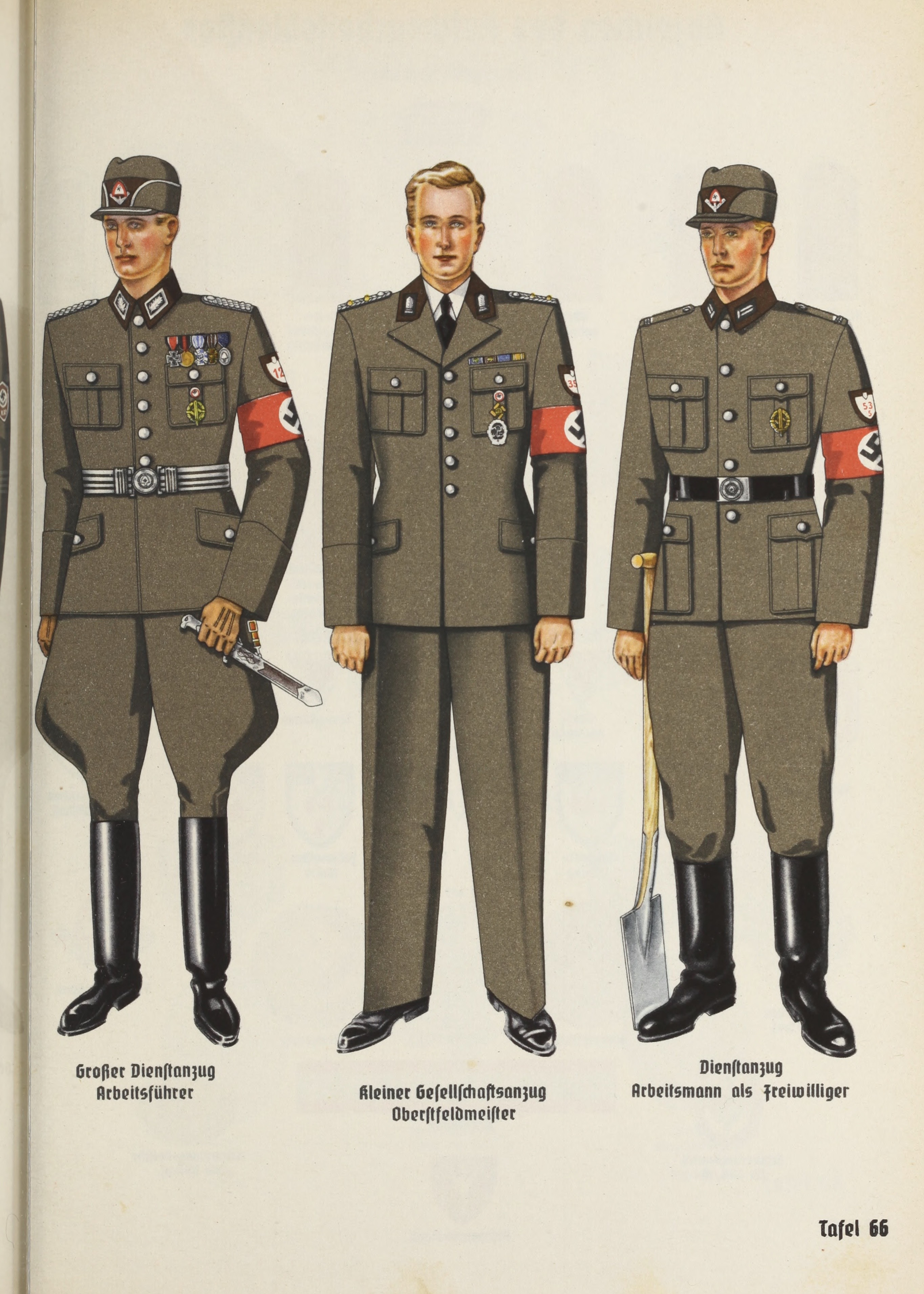
Mundury Arbeitsführera, Oberstfeldmeistera i Arbeitsmanna

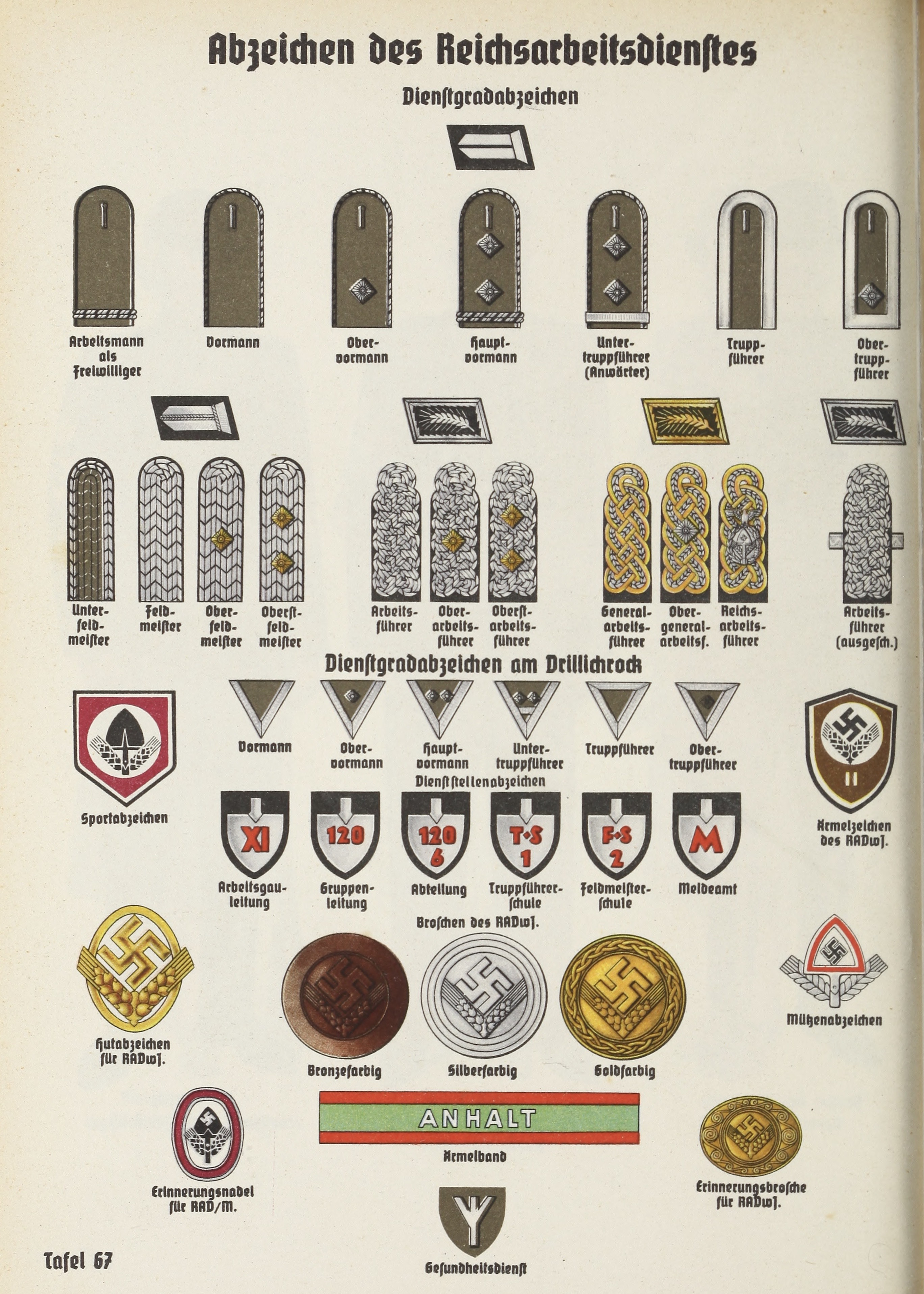
Oznaczenia stopni w Reichsarbeitdienst

### RAD na froncie
30 marca 1945 z oddziałów RAD utworzono 4 dywizje piechoty, które w kwietniu i maju 1945 walczyły w składzie 3 Armii Pancernej i 12 Armii.
- Dywizja Piechoty Schlageter (1 Dywizja RAD)
- Dywizja Piechoty Friedrich Ludwig Jahn (2 Dywizja RAD)
- Dywizja Piechoty Theodor Körner (3 Dywizja RAD)
- Dywizja Piechoty Güstrow (4 Dywizja RAD)

Po upadku III Rzeszy Reichsarbeitsdienst przestała istnieć.

## Struktura
Organizacja składała się z dwóch pionów: dla mężczyzn – Reichsarbeitsdienst Männer (RAD/M) i kobiet – Reichsarbeitdienst der weiblichen Jugend (RAD/wJ). Na czele organizacji stał Reichsarbeitsführer, którą to funkcję pełnił Konstantin Hierl przez cały okres jej istnienia w latach 1933–1945. Na szczeblu landów istniały dowództwo RAD o nazwie Arbeitsgau. W skład Arbeitsgau wchodziło od 6 do 8 oddziałów Arbeitsgruppen (niem. grupa robocza – batalion), liczące od 1200–1800 ludzi (każdy). Arbeitsgruppen dzieliły się na kompanie, których było 6.

## Umundurowanie i stopnie
Członkowie RAD nosili mundury w kolorze brązowym. Na rękawach i czapkach mieli symbole RAD: łopatę i kłosy zboża ze swastyką. 

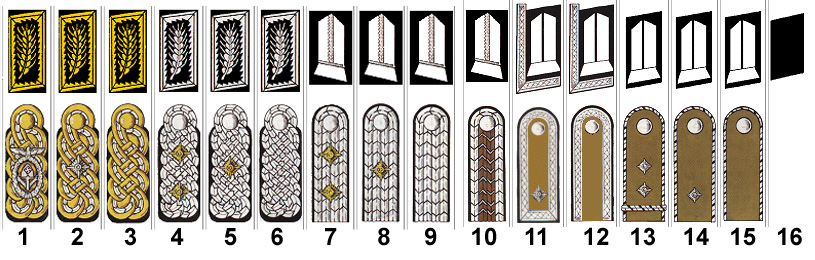
Oznaczenia w odniesieniu do listy

Oznaczenie stopni w RAD:
| Mężczyźni | Kobiety |
| --- | --- |
| 1. Reichsarbeitsführer 2. Obergeneralarbeitsführer 3. Generalarbeitsführer 4. Oberstarbeitsführer 5. Oberarbeitsführer 6. Arbeitsführer 7. Oberstfeldmeister 8. Oberfeldmeister 9. Feldmeister 10. Unterfeldmeister 11. Obertruppführer 12. Truppführer 13. Untertruppführer/Hauptvormann 14. Obervormann 15. Vormann 16. Arbeitsmann | 1. Stabshauptführerin 2. Stabsoberführerin 3. Stabsführerin 4. Maidenhauptführerin 5. Maidenoberführerin 6. Maidenführerin 7. Maidenunterführerin 8. Jungführerin 9. Kameradschaftsälteste 10. Arbeitsmaid |